# Andrus Värnik
Andrus Värnik (Antsla, 27 september 1977) is een Estisch atleet, die gespecialiseerd is in het speerwerpen. Hij werd op dit nummer in 2005 wereldkampioen. Daarnaast nam hij tweemaal deel aan de Olympische Spelen, maar veroverde bij die gelegenheden geen medailles.

## Loopbaan
Zijn eerst internationale ervaring op een groot toernooi deed Värnik op tijdens de Olympische Spelen van Sydney in 2000, waar hij in de kwalificaties werd uitgeschakeld.
Op de wereldkampioenschappen van 2003 in Parijs werd hij tweede achter Sergej Makarov uit Rusland en voor de Duitser Boris Henry. In 2004 werd hij zesde op de Olympische Spelen van Athene.
Värnik won het onderdeel speerwerpen op de WK van 2005 in Helsinki. Hij versloeg hiermee olympisch kampioen Andreas Thorkildsen uit Noorwegen en titelverdediger Makarov. Hij is hiermee de eerste atleet van zijn land, die een gouden medaille veroverde tijdens een WK atletiek.
Met een persoonlijk record van 87,83 m is Värnik houder van het Estisch record.
Op 16 januari 2010 werd Värnik in Tallinn aangehouden wegens rijden onder invloed. Hem werd voor vier maanden de rijbevoegdheid ontzegd en een boete opgelegd van 12.000 kronen.

## Titels
- Wereldkampioen speerwerpen - 2005
- Estisch kampioen speerwerpen - 1999, 2000, 2003, 2004, 2005, 2006

## Persoonlijk record
| Onderdeel   | Prestatie    | Datum            | Plaats |
| ----------- | ------------ | ---------------- | ------ |
| speerwerpen | 87,83 m (NR) | 19 augustus 2003 | Valga  |

## Palmares

### speerwerpen
Kampioenschappen
- 2000: 8e in kwal. OS - 81,34 m
- 2002:  Europa Cup C - 76,43 m
- 2002: 10e in kwal. EK in München - 75,66 m
- 2003:  WK - 85,17 m
- 2004: 6e OS - 83,25 m
- 2004: 7e Wereldatletiekfinale in Monaco - 76,65 m
- 2005:  WK - 87,17 m
- 2007: 13e in kwal. WK - 75,96 m

Golden League-podiumplaatsen
- 2003:  Memorial Van Damme - 82,78 m
- 2005:  Golden Gala - 85,50 m